# Aladino Colín
Aladino Colín Rodríguez (León, 12 de febrero de 1958) es un político español.
Es abogado en ejercicio desde 1983, y ha sido letrado del Parlamento de Navarra (1983-1984), miembro de la Junta de Transferencias Navarra-Estado, y de la Junta de Cooperación Navarra-Estado, Consejero de Presidencia e Interior y Portavoz del Gobierno de Navarra (1987-1991), Consejero de Caja Navarra (1987-1997),  Parlamentario y Portavoz del PSN-PSOE (1991-1998), miembro también del Consejo Asesor de Derecho Civil Foral y Consejero de la Corporación de Caja Navarra.es un expolítico, y abogado de Navarra (España). Fue Vicepresidente Segundo y Consejero de Presidencia e Interior del Gobierno de Navarra entre 1987 y 1991 y portavoz socialista en el Parlamento hasta 1995.

## Biografía
Aunque leonés de nacimiento, desde muy pequeño se trasladó con su madre (viuda desde que su hijo era pequeño) a Pamplona.
Licenciado en Derecho por la Universidad de Navarra, ejerce de abogado en la actualidad.
Miembro del PSOE, en las elecciones autonómicas de 1984, es incluido en las listas socialistas al parlamento navarro en la que el PSN consigue 20 escaños y uno de ellos lo ocupará Colín. 
En el segundo gobierno socialista en Navarra (1987-1991), Gabriel Urralburu incluye de nuevo a Aladino Colín  en las listas del PSN-PSOE al Parlamento de Navarra, en la que revalida su acta de parlamentario.
Tras la segunda victoria del PSN en Navarra, Urralburu incluye a Aladino Colín como Vicepresidente Segundo y Consejero de industria, comercio y turismo del Gobierno de Navarra.
Tras las elecciones de 1991, en las que gana UPN, Colín mantuvo su escaño en el parlamento y fue el portavoz de los socialistas.
En 1995, Aladino Colín se retira de la política activa para dedicarse de nuevo a su trabajo como abogado.
En 2008 participa en el patronato de creación de la Fundación Arquitectura y Sociedad promovida por el arquitecto navarro Patxi Mangado.
| Predecesor: José Antonio Asiáin Ayala | Consejero de Presidencia e Interior del Gobierno de Navarra 1987-1991 | Sucesor: Miguel Sanz Sesma         |
| Predecesor: Javier Asiáin Ayala       | Portavoz del Grupo Socialista en el Parlamento de Navarra 1991-1995   | Sucesor: Manuel Fernández Mazuelas |